# Sant Esteve de la Garriga
L'església parroquial de Sant Esteve de la Garriga és un monument del municipi de la Garriga inclòs en l'Inventari del Patrimoni Arquitectònic de Catalunya. Constitueix el nucli de la parròquia de Sant Esteve, de la subdivisió de l'Arxiprestat de Montbui i Puiggraciós del Bisbat de Terrassa, que correspon al terme de la Garriga, al Vallès Oriental.
La primitiva església parroquial era a la Doma, a l'exterior del poble, a l'altra banda del riu Congost. Aquesta fou la seu fins al segle xviii, quan fou construïda l'actual església parroquial al centre del municipi.

## Descripció
És un edifici religiós de planta rectangular. Consta d'una sola nau amb capelles laterals entre les quals hi ha accessos, el del costat nord dona a la galeria superior i l'oposat al baptisteri. La tercera capella de l'ala nord té accés a la capella del Santíssim. L'eix longitudinal és paral·lel a la nau central.
La portalada barroca de l'església, al capdamunt de la gran escalinata de pedra amb una decorativa balustrada, dona a l'església un to molt solemne i de gran efecte.

## Història

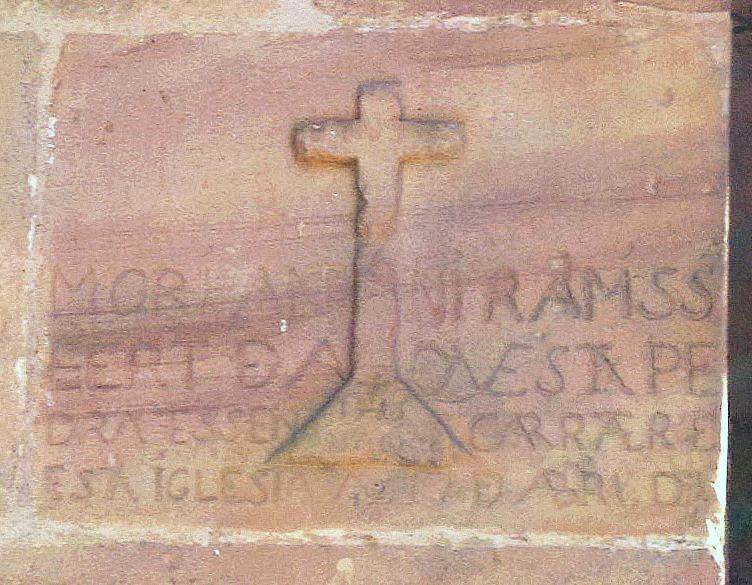
Làpida a la façana en memòria d'Antoni Ramissa, mort el 1691.

La construcció de l'església, a la qual fou traslladada la mateixa advocació de l'antiga, Sant Esteve, és segons Josep Mauri i Serra la major obra col·lectiva realitzada pels garriguencs. Iniciada el 1686, no s'obrí al culte fins al 1737, encara que no estava enllestida del tot. El projecte de construir-la amb planta de creu llatina i cobert el creuer amb cúpula s'abandonà molt avançada l'obra i es canvià pel pla d'una sola nau amb absis circular.
El projecte sembla que era de Giralt Cerdà, mestre de cases, procedent de Gascunya però establert a la Garriga d'anys.
Les dates importants en la construcció:
- 1685: s'adquirí el terreny.[1]
- 1737: s'obrí al culte.[1]
- 1883: es va refer la teulada i la volta.[1]
- 1895: s'edificà la «capella fonda».[1]
- 1926: es construí l'escalinata d'accés.[1]